# Grammy for Bedste metal-præstation
Grammy for Best Metal Performance er en amerikansk pris, der uddeles af Recording Academy for årets bedste "Metal" udgivelse – en single eller et album. Prisen går til kunstneren eller gruppen. Prisen har været uddelt siden 1990.
I 1992 og 1994 blev prisen uddelt for Best Metal Performance with Vocal.

## Modtagere
| År[I] | Artist                   | Værk                                      | Nominerede | Ref.        |
| ----- | ------------------------ | ----------------------------------------- | --- | ----------- |
| 1990  | Metallica                | "One"                                     | - Dokken – Beast from the East - Faith No More – The Real Thing - Queensrÿche – "I Don't Believe in Love" - Soundgarden – Ultramega OK                                     | [ 1 ]       |
| 1991  | Metallica                | "Stone Cold Crazy"                        | - Anthrax – Persistence of Time - Judas Priest – Painkiller - Megadeth – Rust In Peace - Suicidal Tendencies – Lights...Camera...Revolution!                               | [ 2 ]       |
| 1992  | Metallica                | Metallica                                 | - Anthrax – Attack of the Killer B's - Megadeth – Hangar 18 - Motörhead – 1916 - Soundgarden – Badmotorfinger                                                              | [ 3 ]       |
| 1993  | Nine Inch Nails          | "Wish"                                    | - Helmet – "In the Meantime" - Megadeth – Countdown to Extinction - Ministry – "N.W.O." - Soundgarden – "Into the Void (Sealth)"                                           | [ 4 ]       |
| 1994  | Ozzy Osbourne            | "I Don't Want to Change the World" (live) | - Iron Maiden – "Fear of the Dark" (live) - Megadeth – "Angry Again" - Suicidal Tendencies – "Institutionalized" - White Zombie – "Thunder Kiss '65"                       | [ 5 ]       |
| 1995  | Soundgarden              | "Spoonman"                                | - Anthrax and Public Enemy – "Bring the Noise" (live) - Megadeth – "99 Ways to Die" - Pantera – "I'm Broken" - Rollins Band – "Liar"                                       | [ 6 ]       |
| 1996  | Nine Inch Nails          | "Happiness in Slavery" (live)             | - GWAR – "S.F.W." - Megadeth – "Paranoid" - Metallica – "For Whom the Bell Tolls" (live) - White Zombie – "More Human than Human"                                          | [ 7 ] [ 8 ] |
| 1997  | Rage Against the Machine | "Tire Me"                                 | - Korn – "Shoots and Ladders" - Pantera – "Suicide Note, Pt. II" - White Zombie – "I'm Your Boogieman" - Rob Zombie and Alice Cooper – "Hands of Death (Burn Baby Burn)"   | [ 9 ]       |
| 1998  | Tool                     | "Ænema"                                   | - Corrosion of Conformity – "Drowning in a Daydream" - Korn – "No Place to Hide" - Megadeth – "Trust" - Pantera – "Cemetery Gates" (live)                                  | [ 10 ]      |
| 1999  | Metallica                | "Better Than You"                         | - Judas Priest – "Bullet Train" - Nashville Pussy – "Fried Chicken and Coffee" - Rage Against the Machine – "No Shelter" - Rammstein – "Du hast"                           | [ 11 ]      |
| 2000  | Black Sabbath            | "Iron Man" (live)                         | - Ministry – "Bad Blood" - Motörhead – "Enter Sandman" - Nine Inch Nails – "Starfuckers, Inc." - Rob Zombie – "Superbeast"                                                 | [ 12 ]      |
| 2001  | Deftones                 | "Elite"                                   | - Iron Maiden – "The Wicker Man" - Marilyn Manson – "Astonishing Panorama of the Endtimes" - Pantera – "Revolution Is My Name" - Slipknot – "Wait and Bleed"               | [ 13 ]      |
| 2002  | Tool                     | "Schism"                                  | - Black Sabbath – "The Wizard" (live) - Slayer – "Disciple" - Slipknot – "Left Behind" - System of a Down – "Chop Suey!"                                                   | [ 14 ]      |
| 2003  | Korn                     | "Here to Stay"                            | - P.O.D. – "Portrait" - Slipknot – "My Plague" - Stone Sour – "Get Inside" - Rob Zombie – "Never Gonna Stop (The Red Red Kroovy)"                                          | [ 15 ]      |
| 2004  | Metallica                | "St. Anger"                               | - Korn – "Did My Time" - Marilyn Manson – "Mobscene" - Spineshank – "Smothered" - Stone Sour – "Inhale"                                                                    | [ 16 ]      |
| 2005  | Motörhead                | "Whiplash"                                | - Cradle of Filth – "Nymphetamine (Overdose)" (featuring Liv Kristine) - Hatebreed – "Live for This" - Killswitch Engage – "The End of Heartache" - Slipknot – "Vermilion" | [ 17 ]      |
| 2006  | Slipknot                 | "Before I Forget"                         | - Ministry – "The Great Satan (Remix)" - Mudvayne – "Determined" - Rammstein – "Mein Teil" - Shadows Fall – "What Drives the Weak"                                         | [ 18 ]      |
| 2007  | Slayer                   | "Eyes of the Insane"                      | - Lamb of God – "Redneck" - Mastodon – "Colony of Birchmen" - Ministry – "LiesLiesLies" - Stone Sour – "30/30-150"                                                         | [ 19 ]      |
| 2008  | Slayer                   | "Final Six"                               | - As I Lay Dying – "Nothing Left" - King Diamond – "Never Ending Hill" - Machine Head – "Aesthetics of Hate" - Shadows Fall – "Redemption"                                 | [ 20 ]      |
| 2009  | Metallica                | "My Apocalypse"                           | - DragonForce – "Heroes of Our Time" - Judas Priest – "Nostradamus" - Ministry – "Under My Thumb" - Slipknot – "Psychosocial"                                              | [ 21 ]      |
| 2010  | Judas Priest             | "Dissident Aggressor" (live)              | - Lamb of God – "Set to Fail" - Megadeth – "Head Crusher" - Ministry – "Señor Peligro" (live) - Slayer – "Hate Worldwide"                                                  | [ 22 ]      |
| 2011  | Iron Maiden              | "El Dorado"                               | - Korn – "Let the Guilt Go" - Lamb of God – "In Your Words" - Megadeth – "Sudden Death" - Slayer – "World Painted Blood"                                                   | [ 23 ]      |
| 2014  | Black Sabbath            | "God Is Dead?"                            | - Anthrax – "T.N.T." - Dream Theater – "The Enemy Inside" - Killswitch Engage – "In Due Time" - Volbeat – "Room 24" (featuring King Diamond)                               | [ 24 ]      |
| 2015  | Tenacious D              | "The Last in Line"                        | - Anthrax – "Neon Knights" - Mastodon – "High Road" - Motörhead – "Heartbreaker" - Slipknot – "The Negative One"                                                           | [ 25 ]      |
| 2016  | Ghost                    | "Cirice"                                  | - August Burns Red – "Identity" - Lamb of God – "512" - Sevendust – "Thank You" - Slipknot – "Custer"                                                                      | [ 26 ]      |
| 2017  | Megadeth                 | "Dystopia"                                | - Baroness – "Shock Me" - Gojira – "Silvera" - Korn – "Rotting in Vain" - Periphery – "The Price Is Wrong"                                                                 | [ 27 ]      |
| 2018  | Mastodon                 | "Sultan's Curse"                          | - August Burns Red – "Invisible Enemy" - Body Count – "Black Hoodie" - Code Orange – "Forever" - Meshuggah – "Clockworks"                                                  | [ 28 ]      |
| 2019  | High on Fire             | "Electric Messiah"                        | - Between the Buried and Me – "Condemned to the Gallows" - Deafheaven – "Honeycomb" - Trivium – "Betrayer" - Underoath – "On My Teeth"                                     | [ 29 ]      |
| 2020  | Tool                     | "7empest"                                 | - Candlemass – "Astorolus - The Great Octopus" (featuring Tony Iommi) - Death Angel – "Humanicide" - I Prevail – "Bow Down" - Killswitch Engage – "Unleashed"              | [ 30 ]      |
| 2021  | Body Count               | "Bum-Rush"                                | - Code Orange – "Underneath" - In This Moment – "The In-Between" - Poppy – "Bloodmoney" - Power Trip – "Executioner's Tax (Swing of the Axe)" (live)                       | [ 31 ]      |

↑[I] Each year is linked to the article about the Grammy Awards held that year.

## Se Også
- Grammy priserne.